# Uromyces senecionicola
Uromyces senecionicola ist eine Ständerpilzart aus der Ordnung der Rostpilze (Pucciniales). Der Pilz ist ein Endoparasit der Korbblütlergattung Senecio. Symptome des Befalls durch die Art sind Rostflecken und Pusteln auf den Blattoberflächen der Wirtspflanzen. Sie ist in Mittelamerika verbreitet.

## Merkmale

### Makroskopische Merkmale
Uromyces senecionicola ist mit bloßem Auge nur anhand der auf der Oberfläche des Wirtes hervortretenden Sporenlager zu erkennen. Sie wachsen in Nestern, die als gelbliche bis braune Flecken und Pusteln auf den Blattoberflächen erscheinen.

### Mikroskopische Merkmale
Das Myzel von Uromyces senecionicola wächst wie bei allen Uromyces-Arten interzellulär und bildet Saugfäden, die in das Speichergewebe des Wirtes wachsen. Ihre Spermogonien wachsen oberseitig in kleinen Gruppen auf der Oberfläche der Wirtsblätter. Die ihnen gegenüber wachsenden Aecien der Art sind weißlich und stehen in Gruppen. Die überwiegend blattunterseitig wachsenden Uredien des Pilzes sind hell gelb. Die gelblichen bis hyalinen Uredosporen sind 28–35 × 20–23 µm groß, eiförmig bis ellipsoid und stachelwarzig. Die blattunterseitig wachsenden Telien der Art sind grauschwarz und bedeckt. Die tiefgoldenen bis klar kastanienbraunen Teliosporen sind einzellig, in der Regel eiförmig bis ellipsoid, glatt und meist 28–40 × 18–23 µm groß. Ihre Stiele sind golden und bis zu 50 µm lang.

## Verbreitung
Das bekannte Verbreitungsgebiet von Uromyces senecionicola reicht von Mexiko bis nach Guatemala.

## Ökologie
Die Wirtspflanzen von Uromyces senecionicola sind verschiedene Greiskräuter (Senecio spp.). Der Pilz ernährt sich von den im Speichergewebe der Pflanzen vorhandenen Nährstoffen, seine Sporenlager brechen später durch die Blattoberfläche und setzen Sporen frei. Die Art durchläuft einen makrozyklischen Entwicklungszyklus mit Spermogonien, Aecien, Telien und Uredien. Als autoöker Parasit macht sie keinen Wirtswechsel durch.